# شكيب خليل
شكيب خليل (بالإنجليزية: Chakib Khelil)‏ (مواليد 8 أغسطس 1939) هو وزير جزائري سابق للطاقة والمناجم ورئيسا لمنظمة اوبك عام 2001.

## سيرته
شكيب خليل، اشتغل في مساره المهني بشركة شال Shell Oil Co وكذا «فيليبس بتروليوم» بولاية أوكلاهوما الأمريكية، بعد ذلك تم تعيينه في «در ماكورد وشركائها» في مدينة دلاس بتكساس.
في1971 : رجع إلى الجزائر والتحق بدائرة الهندسة البترولية بسوناطراك وأصبح رئيسا لـ«لالكور»، وهي عبارة عن مشروع مشترك بين سوناطراك ومخابر «كور».
بين سنة 1971 و1973 : أصبح مستشارا تقنيا للسيد الرئيس الراحل هواري بومدين وتولى رئاسة وإدارة مشروع «فالهيد» الجزائري Valhyd الذي كان على عاتقه تخطيط وتطوير وتمويل موارد المحروقات.
في1980 : انضم شكيب خليل إلى إطارات البنك العالمي، أين كانت مهمته الإشراف على مشاريع بترولية في إفريقيا، أمريكا الجنوبية وآسيا، وأصبح بعد ذلك رئيس دائرة الطاقة للبنك الدولي فيما يخص أمريكا الجنوبية وكذا مستشارها البترولي.
بعد وظيفته في البنك الدولي، أخذ شكيب خليل تقاعدا مبكرا من البنك العالمي، وفي 1999 رجع إلى الجزائر كمستشار للرئيس عبد العزيز بوتفليقة، بعدها تولى منصب المدير العام للشركة الوطنية للمحروقات سوناطراك ووزير الطاقة والمناجم.
كما شغل كذلك منصب رئيس منظمة الدول المصدرة للبترول «OPEC».

## التعليم
بدأ شكيب خليل تعليمه في مدرسة ترتيل في وجدة. وفي وقت لاحق انضم في نفس المدينة، ومدرسة ثانوية بنين عبد المؤمن. في عام 1959، حصل على منحة دراسية للدراسات لـ جبهة التحرير الوطني في الولايات المتحدة حيث حصل على التوالي في 1964 و 1966، على درجة البكالوريوس والماجستير في مجال التعدين والنفط جامعة ولاية أوهايو، ثم على درجة الدكتوراه في هندسة البترول في جامعة تكساس A & M في عام 1968. شكيب خليل يتحدث بطلاقة العربية والإنجليزية والفرنسية والإسبانية والبرتغالية.

## ارتباطه بقضايا فساد
مر شكيب خليل على رأس وزارة الطاقة في الجزائر لمدة عقد كامل من الزمن، مرر خلاله قوانين مثيرة للجدل أهما قانون المحروقات الذي أقره في 25 مارس / آذار 2005، يتمحور حول تقاسم الإنتاج بين شركة سوناطراك المملوكة للدولة الجزائرية وشركائها الأجانب، وأعاد هذا القانون العمل بنظام الامتيازات السابق على تأميم قطاع المحروقات والذي يمنح كل شركة أجنبية تكتشف حقلاً جديداً الحق في تملكه بنسبة 100%.
ومع حلول سنة 2010، تفجرت فضيحة مدوية صنعت الحدث محلياً ودولياً، إتهم فيها ” خليل ” بتلقي رشاوى من شركة “إني” الإيطالية مقابل تسهيلات في منح صفقات لهذه المجموعة الإيطالية وهي الحادثة التي دفعته إلى التخلي عن منصبه ومغادرة البلاد إلى الولايات المتحدة الأمريكية.
وفي أغسطس / آب 2013، أصدرت النيابة العامة الجزائرية، مذكرة توقيف دولية بحق شكيب خليل لاتهامه “بالفساد واستغلال السلطة والانتماء إلى شبكة إجرامية “، لكن النائب العام لمجلس قضاء العاصمة أنذاك بلقاسم زغماتي (وزير العدل حاليا) الذي أصدر المذكرة أُقيل لاحقاً.
وكشف حينها بلقاسم زغماتي عن  وجود ” شبكة دولية للفساد تنشط في دول عدة، عملت على نهب عملاق النفط الجزائري سوناطراك “.
ووجه زغماتي، أصابع الاتهام نحو وزير الطاقة الأسبق شكيب خليل وزوجته ونجليه، وقريب وزير الخارجية الجزائري الأسبق محمد بجاوي، والمدير العام السابق للشركة الجزائرية الحكومية للنفط  سوناطراك محمد مزيان الذي أمرت المحكمة العليا بوضعه تحت الرقابة القضائية على ذمة تحقيقات موسعة بملفات فساد.
وكشف بيان أصدرته المحكمة العليا إن ” المسؤول السابق محمد مزيان متهم بتبديد أموال عمومية وإساءة إستغلال المنصب الحكومي وإبرام صفقات كبرى بطرق مخالفة للتشريع وهي قضايا جرى ارتكابها خلال حقبة الرئيس السابق عبد العزيز بوتفليقة “.
وبعد وقف السلطات الجزائرية العمل بمذكرة التوقيف الدولية الصادرة بحقه سنة 2016، عاد شكيب خليل إلى أرض الوطن بعد غياب دام 6 سنوات، وقام صديق طفولته بوتفليقة بحل مديرية الشرطة القضائية التابعة للمخابرات التي تولت عملية التحقيق في قضيّة سوناطراك، كما أنهيت مهام كل الضباط الذين كانت لهم صلة بالتحقيق.

## عودته للجزائر
كانت في 20 مارس 2016 من مطار هواري بومدين وهران وبدون أي تحرك نحو اعتقاله.

## إعادة فتح التحقيقات بعد الحراك
أعلنت المحكمة العليا في الجزائر إعادة فتح ملفي فساد تورط فيهما الوزير السابق للطاقة شكيب خليل أحد أبرز المقربين من الرئيس المنتهية عهدته عبد العزيز بوتفليقة. وتحدثت المحكمة العليا في بيان عن إحالة ملفين خاصين بخليل ومن معه (لم تذكر هوياتهم) وذلك بسبب أفعال تتعلق بمخالفة القانون الخاص بالصرف وحركة رؤوس الأموال من وإلى الخارج، وإبرام صفقتين لشركة سوناطراك بكيفية مخالفة للقانون مع شركتين أجنبيتين.
في أكتوبر / تشرين الأول 2021، أعلن سعيد بوتفليقة خلال محاكمته بتهمة «التدخل في عمل العدالة»، أن شكيب خليل، الخاضع لمذكرة توقيف دولية، قد استفاد من تدابير الحماية على أعلى مستويات الدولة.
في 1 فبراير 2022، طلبت النيابة 20 عاما سجنا بتهمة الفساد ضد وزير الطاقة الجزائري السابق شكيب خليل، الذي كان في منصبه من 1999 إلى 2010 برئاسة عبد العزيز بوتفليقة ومقره الولايات المتحدة.